# N'écoutez pas
Albums de Fly Pan Am
Ceux qui inventent n'ont jamais vécu (?)
(2002) C'est ça
(2019)
N'écoutez pas est le troisième album studio du groupe québécois de post-rock Fly Pan Am, publié par Constellation Records en septembre 2004. Il s'agira de leur dernier album pendant 15 ans, jusqu'à la sortie de C'est ça en 2019.

## Enregistrement
L'album a été enregistré et mixé par Thierry Amar (en) à l'Hotel2Tango (en) en avril 2004. À l'instar des précédents albums du groupe, le musicien Alexande St-Onge est intervenu sur la cinquième piste de l'album.
La pochette de l'album a été, comme pour leur précédent album, réalisée par le groupe lui-même.

## Réception critique
N'écoutez pas a été favorablement reçu par la critique. Les critiques spécialisés ont notamment noté l'originalité de l'album, notamment vis-à-vis de Godspeed You! Black Emperor, dont Roger Tellier-Craig était membre ; dans sa critique pour Pitchfork, Matthew Murphy affirme que l'album possède un « son trop endommagé pour ne serait-ce que ressemblez un tout petit peu à GY!BE » et que « pour la première fois, Fly Pan Am vole de ses propres ailes »,. Stewart Mason d'AllMusic affirme quant à lui que N'écoutez pas « se tient aux côtés des meilleures œuvres de l'autre groupe de Tellier-Craig », et que « les deux pistes centrales de l'album, Autant Zig-Zag et Très très rétro sont des chefs-d'œuvre de rythmes serrés et de couches impossibles de sons de guitares transformées, distordues et défoncées avec amour »,.

## Liste des pistes
| 1.    | Brûlez suivant, suivante!                            | 4:26  |
| 2.    | Ex éleveurs de renards argentés                      | 2:02  |
| 3.    | Autant zig-zag                                       | 11:02 |
| 4.    | Buvez nos larmes de métal                            | 1:37  |
| 5.    | Pas à pas step until                                 | 5:26  |
| 6.    | ...                                                  | 2:12  |
| 7.    | Très très rétro                                      | 11:02 |
| 8.    | Vos rêves revers                                     | 6:04  |
| 9.    | Ce sale désir éfilé qui sortant de ma bouche         | 3:08  |
| 10.   | Le faux pas aimer vous souhaite d'être follement ami | 1:18  |
| 48:17 |                                                      |       |

## Crédits

### Fly Pan Am
- Jonathan Parant : guitare électrique, orgue, piano, chant, sons électroniques
- Félix Morel : percussions, chant, sons électroniques
- Roger Tellier-Craig : guitare électrique, orgue, chant, sons électroniques
- J. S. Truchy : guitare basse, chant, sons électroniques
- Éric Gingras : guitare électrique, orgue, chant

### Musiciens invités
- Dominique Petrin : chant (sur Très très rétro)
- Tim Hecker :  sons électroniques (sur Très très rétro)
- Catherine Lemay : chant (sur ...)
- Alexandre St-Onge : sons électroniques
- Les Bonzais Kittens : chant (sur Le faux pas aimer vous souhaite d'être follement ami)

### Production
- Thierry Amar (en) : réalisation, mixage
- Harris Newman : mastering

### Traductions
1. ↑  Even better is that the whole thing is too damaged sounding to even remotely resemble GY!BE: for the first time, Fly Pan Am soar on their own wings.
2. ↑  La phrase complète est : N'écoutez Pas, despite its self-deprecating Francophone title, is Fly Pan Am's first fully formed release, and it stands with the best work of Tellier-Craig's other band.
3. ↑  La phrase complète est : Though at times the album's blend of found-sound tape manipulations, deadpan French vocals, wayward guitar freakouts, and droning, deliberately repetitive rhythms sounds like a collision between very early Stereolab and Sonic Youth at their most self-consciously avant, the album's two centerpiece tracks, "Autant Zig-Zag" and "Très Très Rétro," are masterpieces of tightly wound rhythms and seemingly impossible layers of processed, distorted, and lovingly screwed-with guitars.